# باقة الغربية
باقة الغربيّة (بالعبرية: באקה אל-גרבייה) هي مدينة عربيّة ذات أغلبية من العرب الفلسطينيين تقع في لواءِ حيفا حسب التقسيم الإداري الإسرائيلي منذ عام 1949م، وكانت سابقًا تقع ضمن قضاء طولكرم حيث تقع إلى الشّمالِ من مدينةِ طولكرم على مسافةِ 12 كم. تُعتبر المدينة إحدى المُدن المركزيّة في منطقةِ المُثلّث الشمالي. ضُمّت باقة الغربيّة إلى إسرائيل في 3 نيسان/أبريل عام 1949م، حينما كانت قرية، بعد توقيع مُعاهدة رودوس بين الأردن وإسرائيل، والّتي تمّ بمُوجبِها ضمّ قُرى منطقة المُثلّث إلى إسرائيل. وعلى أثرِ هذه المُعاهدة إنقسمت القرية إلى قسمين باقة الغربيّة في الجانبِ الإسرائيلي وباقة الشرقيّة في الجانبِ الأردني واليوم هي تابعة للسُلطة الوطنيّة الفلسطينيّة.
حاز سُكّان باقة الغربيّة على الجنسيّةِ الإسرائيليّة في عامِ 1949م، غير أنّهُم خضعوا للسُلطةِ العسكريّة حتَّى عام 1966م. في عامِ 2003م وحدّت الحُكومة الإسرائيليّة بلديّة باقة الغربيّة والمجلس المحلّي لقريةِ جت تحت مجلس محلّي مُشترك «باقة-جت» لتُصبح المساحة الإجماليّة الخاضعة له 16.4 كم مربع، وبهذا أصبح عدد السُكّان حوالي 33,000 نسمة فُكَّ الدمج بين البلدين عام 2011.
ترتفع المدينة عن سطحِ البحر حوالي 75 مترًا وتمتد منطقة نفوذها على نحوِ 11,000 دونم منها 5,000 دونم مُعدّة للبناء والباقي أراضي زراعيّة. بلغ عدد سُكّان مدينة باقة الغربيّة عام 2003م لوحدِها قبل الدمج نحو 24,000 نسمة وأمّا اليوم (نهاية عام 2021) فيُقدّر عدد سُكّانها لوحدِها حوالي 30,000 نسمة، جميعَهُم من المسلمين. وبهذا تكون باقة الغربيّة سادس أكبر مدينه عربيّة داخل الخط الأخضر، بعد كُلٍّ من النّاصرة، رهط، أُمّ الفحم، الطيبة، شفاعمرو وطمرة.
يتواجد في المدينةِ عشرة مساجد منها ثلاثة لطريقةِ القاسمي الخلواتيّة (الصُّوفيَّة)، وتنتشرُ بين أحيائها العديد من المُصليات الصغيرة الّتي تُلائم الحجم السُكّاني الكبير للمدينةِ مُقارنةً بالمساحةِ المُستعملة للإعمار السُكّاني. تمّ الإعلان عن باقة الغربيّة مدينة في عامِ 1996م، وتحديدًا في 17 أبريل 1996م، في حفلٍ كبير جرى في القاعة الرياضيّة ضمّ رئيس الحُكومة ووزير الداخليّة وعدد من الرؤساء والوزراء.

## التسمية
بفتح الباء والقاف، هُناكَ تفسيراتٌ عدّة لأصلِ تسمية بَاقَة بهذا الاسم، فقيل أنّها الحُزمة من الأزهارِ، وقيل أيضًا حسب رواية البروفسور فاروق مواسي أنّها أُخذت من كلمةِ «باكوس» عند الرُومان وهو إله الخمر، وسبب تصوّره لذلك أنّ المنطقة كانت مزروعة بكُرومِ العنب وأنّ ما يدلُّ على ذلك أسماء البُلدان المتواجدة في هذهِ المنطقة كعنبتا، طور كرم وجت إذ يعني إسمُها «معصرة العنب». والرأي الثالث هو للدكتُور محمّد عقل، حيث يقول أنّها أُخذت من الباقاط، وسُمّيت: «قرية باقاط»، الّتي تعني باللُغةِ المصريَّة القديمة: «الثُلث» أو «الرُبع»، وكانت باقة مزرعة كبيرة، تجري فيها المحاصصة، فحُرّفت من «باقاط» إلى «باقة» مع مُرورِ الزمن.

## التاريخ
يعود تاريخ باقة الغربية حسب المعلومات الموثقة إلى القرن الثاني عشر الميلادي، حيث ذكرها المقريزي في كتابه «السلوك في معرفة دول الملوك». في عام 663 هجري الموافق لـ1265 ميلادي، قطع الظاهر بيبرس هذه القرية مناصفةً بين الأمير علم الدين الظاهري والأمير علاء الدين التنكزي، وذلك عندما تم تقسيم القرى والمدن في فلسطين وإهدائها للمجاهدين الذين حاربوا ووقفوا بوجه الغزاة الصليبيين والبيزنطيين. كذلك تم ذكر البلدة في كتاب عقد الجمان في تاريخ أهل الزمان لمؤلفه: بدر الدين العيني، عارضاً تقسيم بلدان فلسطين على المحاربين مع الظاهر بيبرس.
جاء ذكر المدينة أيضاً في الدفتر العثماني المفصل عن ناحية مرج بن عامر وتوابعها، وذلك في العام 1538م. ومما دوّن في الدفتر العثماني أن تعداد سكان باقة الغربية بلغ خمسة أسر مكونة من رب عائلة وأولاده، وعدد الغير متزوجين 11 نفراً. ويذكر الدفتر أن نسبة الضريبة التي فرضت على السكان وصلت إلى 33.3% من الإنتاج ، وقد تم تصنيف البلدة أنها تابعة لمنطقة مرج بن عامر.

### الانتداب البريطاني
كمثل بقية القرى الفلسطينية أثناء فترة الثورة في فترة (1936م إلى 1939م) فرضت بريطانيا حكماً عسكرياً مشدداً على القرية. عندما بلغت المعارك أوجها في عام 1938م فرضت القوات البريطانية حالة طوارئ وأحكام عرفية وعقوبات جماعية على كل قرية يكتشف بوجود مسلحين فيها.أنشأت القوات البريطانية معسكراً في المدرسة الفوقا (المعروفة اليوم باسم مدرسة الغزالي). وفي يوم 25 أغسطس 1938 إصطدمت القوات البريطانية بمجموعة مسلحين ودارَ عراك مسلح أدى إلى قتل ضابط بريطاني وجرح ثلاثة آخرين.
في نفس اليوم هرعت إلى القرية تعزيزات من قوات بريطانية واستمر إطلاق النار إلى ساعات الصباح التالي حيث ارتفع عدد القتلى من الجانب البريطاني إلى ثلاثة.
في صباح اليوم التالي 26 أغسطس 1938 أمرت القوات البريطانية جميع سكان القرية بإخلاء منازلهم من دون أن يأخذوا معهم شيئاً من أغراضهم، ثم أخرجت من رفضَ بالقوة وجمعتهم في ثلاثة مناطق مكشوفة. بعد ذلك بدأ قصف كثيف على القرية انتهى في ساعات المساء بعد أن خلفِّ دماراً شاملاً لقرية بهذا الحجم حيث أحرقت معظم البيوت الخشبية الصغيرة ودُمِّرِ أكثر من 70 منزلاً تماماً. بعد القصف أُقْتُيِدَ سكان القرية إلى معسكر نور الشمس القريب من طولكرم مشياً على الأقدام وناموا هناك.
في اليوم التالي أعيد سكان القرية إليها ليروا ما بقي منها بعد القصف وانتشر الأمر بسرعة في المدن الفلسطينية، حيث كانت هذة الحادثة إحدى أكبر الهجمات البريطانية على القرى العربية أثناء الثورة، وقدمت المدن والقرى المجاورة مساعدات مادية لسكان القرية أثناء إعادة إعمارها.

### النكبة ودولة إسرائيل

منظر عام لمدينةِ باقة الغربيّة.

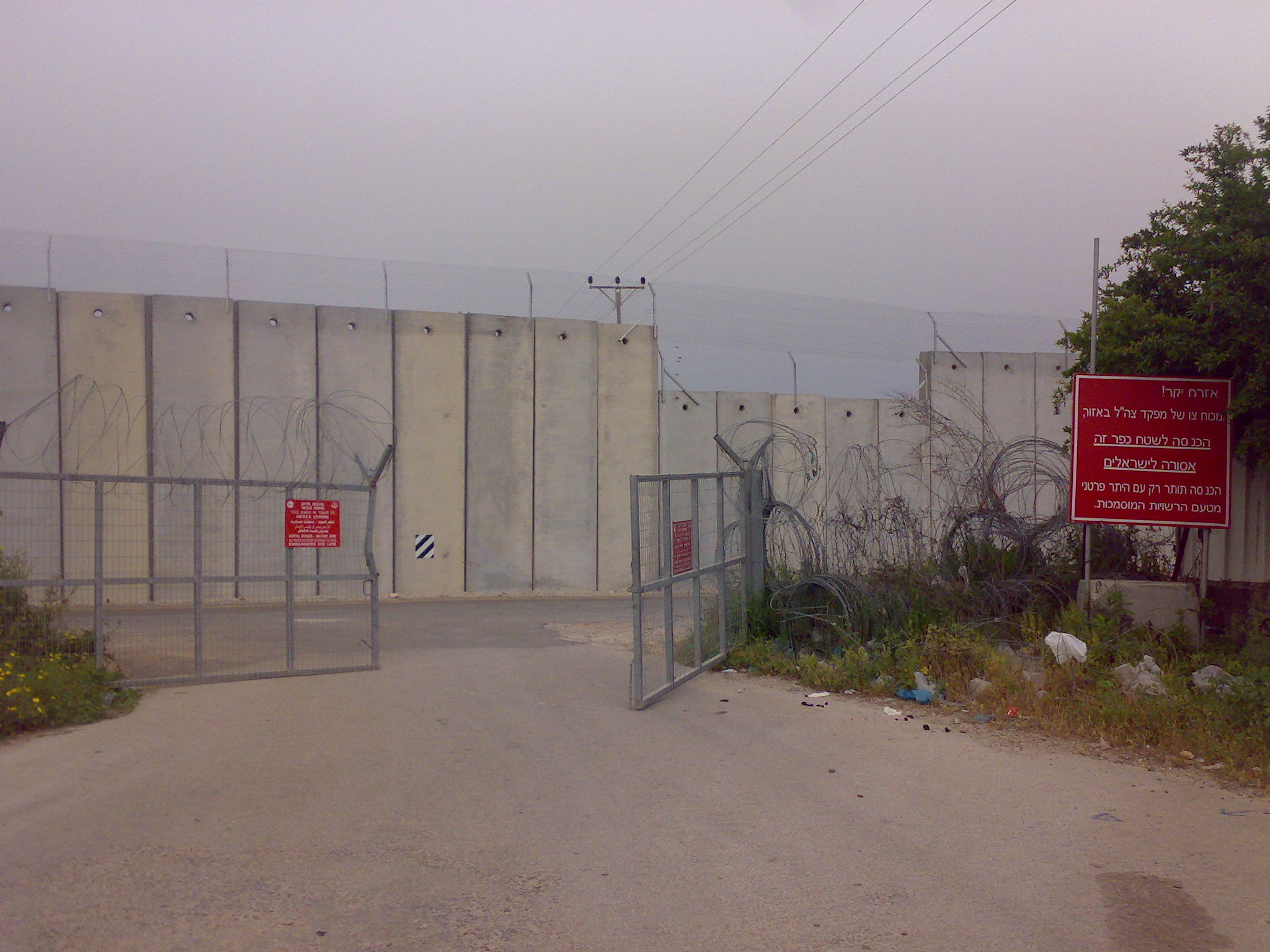
تقاطُع الجدار العازل مع «شارعِ 585»، الّذي أُلْغِيَ مفعولهُ كشارعٍ رئيسي، حيث كان السُّوق على إمتدادهِ حتَّى باقة الشرقيَّة.

بمُوجبِ إتفاقيَّة رودوس عام 1949م بين الأردن وإسرائيل سُلّمت القرية لإسرائيل لتُصبحَ ضمن الأراضي الإسرائيليّة. يجدر بالذكر أنّ القرية لم تكن مُسمّاه ب«باقة الغربيّة» وإنما «باقة»، وتسمية «باقة الغربيّة» الحديثة جاءت بعد قرار التقسيم ضمن الإتفاقية حيث كان الخطُّ الأخضر لوقفِ إطلاق النّار يمرُّ عبر باقة ممّا أدّى إلى تقسيمها إلى قمسين؛ القسم الشرقي وسُميَّ بـِ «باقة الشرقية» تحت حكم الأردن والقسم الغربي وسُمّي بـِ «باقة الغربية» تحت حُكم إسرائيل. تطوّرت باقة الغربيّة بشكلٍ ملحوظ ابتداءً من التسعينيات حيث تمَّ إعادة بناء أربع مدارس ابتدائيَّة ورُمّمت بشكلٍ واسع وكذلك المدرسة الثانويَّة وقد جُدّدت بالكامل مُعظم البنايات الرسميَّة وبعضها انتقلت إلى مُنشآتٍ حديثة.
ضمن خُطَّة الانفصال الإسرائيليَّة في عامِ 2002م، التي أسَّسها رئيس الوزراء آنذاك أرئيل شارون، توجَّب بناء جدار أمني يعزل الأراضي الفلسطينيَّة في الضفَّةِ الغربيَّة عن الأراضي الإسرائيليَّة تمامًا. مدينة باقة الغربيَّة تقع على الخطِّ الأخضر بجانبِ قريتا باقة الشرقية ونزلة عيسى مِمَّا توجَّب إنشاء الجدار في هذهِ المنطقة وكأنُّه يقسم مدينة واحدة إلى قسمين، الجدار يمرُّ في الحدودِ الوهميَّة بين المدينة والقريتين حيث يشقُّ طريقه مُلاصقًا للأحياءِ الشرقيَّة في المدينة، مُشكّلًا عائقًا اجتماعيا لسببِ أنَّ سُكّان هذه الأحياء كانوا بمثابةِ جيران لسُكّانِ نزلة عيسى وباقة الشرقية.
من الناحيةِ الاقتصادية كانت الضربة قوية على القريتين حيث أصبح مئات العُمّال باطلين عن العملِ بسبب انقطاع طرقهم إلى العملِ وتشتيت العديد من فُرصِ العمل المُتاحة داخل الخط الأخضر. عانت باقة الغربيَّة في بادئِ الأمر من ضربةٍ اقتصادية بسببِ اختفاء سوقٍ كامل كان قائمًا على الرُقعةِ بينها وبين باقة الشرقية وشكَّلَ إحدى البُؤَر الاقتصادية في المنطقةِ حيث اجتذب مئات السُكَّان منهم العرب واليهود للتسوُّق يوميًّا بأسعارٍ زهيدة لارتباطهِ بالضفَّةِ الغربيَّة.
في عامِ 2003م تمَّ دمج المجلس المحلِّي لقريةِ جت المُجاورة مع بلديَّةِ باقة الغربيَّة بالرُغمِ من مُعارضةِ سُكَّان كِلا البلديْن، وأُنْشِئَ المجلس المحلِّي الجديد باقة-جت. حيث كان هذا الدمج ضمن خُطَّة وزير الماليَّة آنذاك بنيامين نتنياهو لحلِّ أزمةٍ اقتصادية كانت قد مرَّت بها إسرائيل، حيث اعتمدت الخُطَّة على تقليصاتٍ في المصاريف الحكوميَّة. وفي عام 2011 تم فك الدمج بين البلدين باقة الغربية وجت المثلث.
في عامِ 2006م وصلت مُشكلات البلديَّة وديونها إلى ذروةٍ إضطرَّت وزير الداخليَّة للأمرِ بحلِّ المجلس وبعث لجنة مُكلّفة لإدارةِ البلديَّة. عند حلِّ المجلس كانت البلديَّة تُعاني من أزمةٍ ماليَّة كبيرة نتجت عن تراكُمٍ مُزمن للديون بسببِ جباية غير فعّالة للضرائبِ من جهةِ الإدارة وتقاعس عن دفعِ المُستحقّات من جهةِ السُكّان، بالإضافةِ إلى الفساد والإدارة الغيرَ صالحة. قُدِّرَت الدُيون آنذاك بِـ 130 مليون شاقلًا.
بدأت اللجنة المُكلَّفة بعملياتِ إصلاح مُوسَّعة مُنذ أواخر عام 2006م حيث كانت الجباية في رأسِ سُلّمِ أولوياتها. فشنَّت حملة جباية مُوسَّعة ومُكثَّفة بهدفِ تسديد جميع الدُيون وحثّ السُكّان على عدمِ التقاعس عن الدفعِ من جديد. كانت ثمار هذه الخُطّة سريعة النُضوج حيث بدأ تعبيد الشوارع وتنظيفُها من جديد للمرَّةِ الأُولى مُنذ حوالي عقدٍ من الزمن ووضعت أُسّس لِخُططٍ إسكانيَّة وصناعيَّة جديدة بالإضافةِ إلى تسارُعِ ترميم المدارس والمُؤسَّسات، وتمَّ تجديد البُنية التحتيَّة في المدينة.
حاليَّا تمرُّ المدينة المدموجة عُمومًا وباقة الغربيَّة خُصوصًا بخُططٍ عمرانيَّة وإصلاحيَّة واسعة. سيتمُّ توسيع المنطقة الصناعيَّة في المدينةِ لزيادةِ الناتج المحلّي وتوفير فُرص عمل. سيتمُّ ترميم الشوارع وإنشاء شبكة شوارع جديدة لإيصال الأحياء المُستحدثة بمركزِ المدينة وشقّ طرق مُباشرة إلى الشارعِ السريع عابر إسرائيل الّذي يمرُّ بمحاذاتِها. كخُطّة مُستقبليَّة سيتمُّ تحضير المدينة للبناءِ إلى أعلى نظرًا للحُصرِ الجُغرافي بالجدارِ العازل شرقًا والمنطقة الصناعيَّة الجديدة جنوبًا وشارع عابر إسرائيل غربًا وقرى أُخرى شمالًا.
بالرُغمِ من الإصلاحِ المُكثَّف والملحوظ في البُنيةِ التحتيَّة، إندلع في المدينةِ مُنذ نهاية عام 2008م انفلاتٌ أمني شديد بحيثُ أصبحت عمليَّات السطو على المُمتلكات والقتل ظواهر مُنتشرة للمرَّةِ الأولى في تاريخِ المدينة.

## الجغرافيا
تقع باقة الغربية إلى الشمال من مدينة طولكرم على مسافة 12 كم منها، وترتفع عن سطح البحر بنحو 75 م. تحيط بهذه الأراضي قرى قفين، ونزلة عيسى وباقة الشرقية التابعة للسلطة الوطنية الفلسطينية وميسر وجت من الجانب الإسرائيلي.
كان أحد المراكز السكانية في المدينة سابقاً هو بئر باقة، الذي يبلغ عمقه حوالي 24 متراً، حيث كان المصدر الرئيسي للمياه وضخ معظم السكان المياه منه واستعملوا مياهه أيضا للشرب وسقى الزرع. وهو بئر قديم حفر على ما يبدو في العهد الكنعاني على الطريق الرئيسي الذي يربط البلاد شمالها بجنوبها وكان يستخدم لتزويد القوافل بالماء. مع الوقت أصبح البئر إحدى الرموز في القرية، حيث كانوا ينشدون أناشيد للبئر في ذهابهم إليه وإيابهم منه. عندما بدأت باقة تتوسع وازداد عدد سكانها قل دور البئر ولكنه حافظ على قيمته الشعبية، وتم حديثاً بناء نصب تذكاري فوق البئر وفيه لوح حجري منقوش عليه شرح مختصر للدور الذي لعبه البئر في حياة سكان المدينة سابقاً عندما كانت لا تزال قرية زراعية صغيرة.

### المناخ
مناخ باقة الغربية هو مناخ البحر الأبيض المتوسط، الحار صيفاً والبارد شتاءً. يبلغ معدل الأمطار فيها من (500-600) ملم في السنة.

## معلومات عامّة - 2021[13]
- عدد أعضاء البلدية: 15 عضو
- نسبة العرب: 99.9%
- نسبة المسلمين: 100%
- عدد الرجال: 15,655 ذكر
- عدد النساء: 15,317 أنثى

## العمارة والتخطيط الحضري

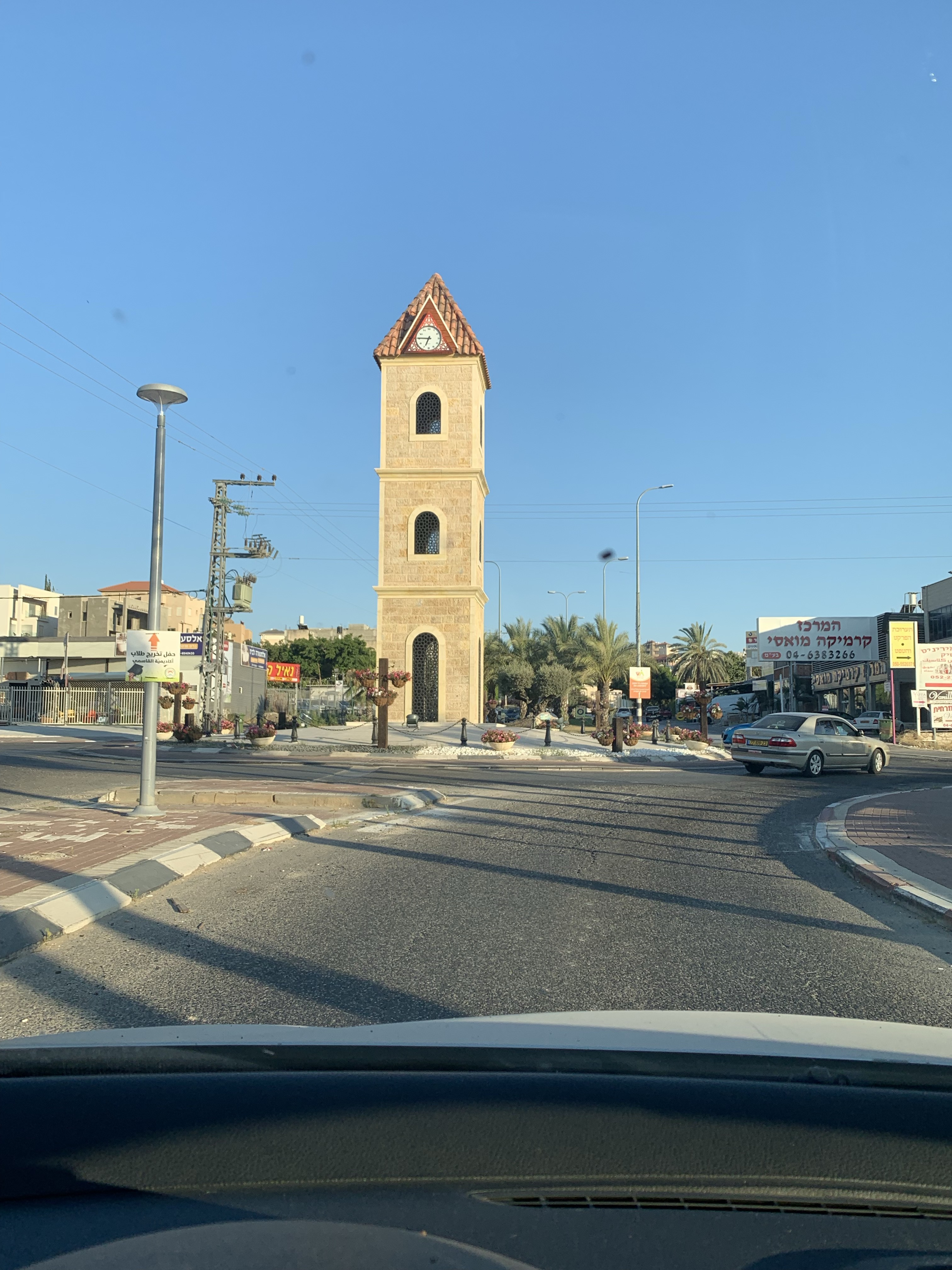
دوار على مدخل المدينة الشمالي

### الأحياء
| - حي مرجة الغزلان - حي ام الواويات - حي خالة المرزاوي - حي أبو الهوى - حي البصة | - حي الجبل - حي الدردس - حي الخربة - حي خالة زيتة | - حي البرية - الحي الجنوبي (الحارة القبلية) - حي الموارس - منطقة أبوي كبير | - منطقة أم الرقاقة - منطقة النملة - غابة وادي الخروبة (حرش ميسر) - المنطقة الصناعية |

بدايات المدينة قديماً، كانت في شرق مركزها، الواقعة حالياً بين حي الشقفان والحارة القبلية بالتقريب. المنطقة القديمة من المدينة مسكونة بكثافة عالية وتكثر فيها الأزقة والشوارع الضيقة، وفي بعض مناطقها يُلاحظ البناء إلى أعلى. لا زالت تلك المنطقة في المدينة تحتفظ ببعض آثار التنظيم العثماني للمدينة كنظام ترقيم المنازل.

### المعالم
| - بئر باقة - بئر بورين | - مقام العجمي - متحف القاسمي |

إضافةً لذلك يقع في باقة الغربية:

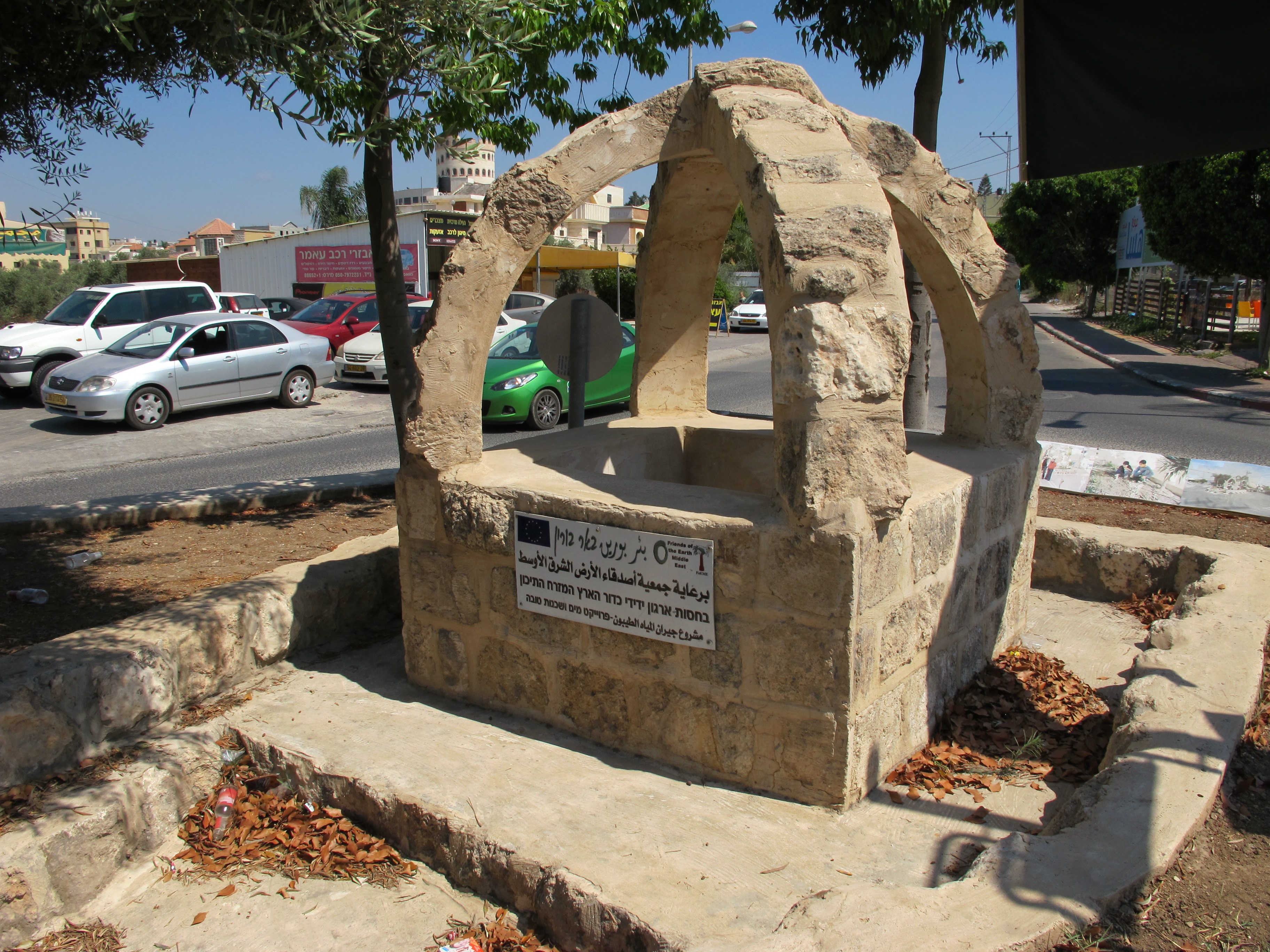
بئر بورين.

- «القرية العربية التراثية - مزرعة أبو جميل»

وهي قرية زراعية تربوية تهدف إلى التربية على الحفاظ على التراث العربي الفلسطيني، والاهتمام بالبيئة.

### المؤسسات
يتواجد في المدينة مركز بايس للعلوم والتكنولوجيا والفنون الذي يوفر قاعات علوم وحاسوب واجتماعات موسعة ومتطورة للمدارس الثانوية. يستعمل المركز أيضا كمعرض للفنون والكتاب.
كما وتوجد مدرسة الرحمة للتعليم الخاص والتي توفر تعليماً لذوي الاحتياجات الخاصة من سكان المدينة والقرى المجاورة.
بالإضافة إلى العديد من المراكز الثقافية والتربوية المتواجدة في المدينة ومنها:
1. نادي هداية
مركز إسلامي تحت رعاية جمعية أهل السنة، والذي يقوم بنشاطات اجتماعية متنوعة ولشرائح المجتمع المختلفة، يقوم النادي بتنظيم محاضرات ثقافية ودينية بوتيرة أسبوعية للرجال والنساء تهدف لرفع مستوى الوعي عند الجمهور الكريم، كما ويرعى النادي مشروع أشبال السنة للبنين وهو مشروع تربوي للأولاد يهدف لبناء وصقل شخصيات تتحلى بصفات وخلق سامية من خلال دورات تعقد في النادي بالإضافة إلى فعاليات تربوية وترفيهية خارج النادي، وكذلك دورة تحفيظ كتاب الله للبنات تحت اسم «رياحين الجنة».
يرعى النادي مشاريع تطوعية داخل البلد من رؤية جمعية أهل السنة الدعوية.
كما وينظم النادي رحلات للجمهور العام:
- صلاة الفجر في المسجد الأقصى من كل يوم جمعة.
- رحلات عائلية في الأعياد والمناسبات بضوابط توافق الشريعة.
- رحلات لشريحة الشباب تهدف لتكون بديل ومتنفس للشباب وبغطاء تربوي.

أصدر النادي مجلة أولى تحت اسم «نور الهداية» مع طموح لتكون المجلة دورية.
2. المجمع الثقافي.
3. مركز كبير لتطوير كوادر التربية والتعليم.
4. المركز الجماهيري.
وهو المركز الفعال في مدينة باقة الغربية الذي يقوم بالعديد من الفعاليات التي تقام في البلدة وشوارعها من مسيرات كشفية بمشاركة العديد من المواطنين، رحلات تعليمية وتربوية في شتى أنحاء البلاد، دورات تعليمية وورشات عمل لامنهجية في عدة مجالات:
| - دورات كرة قدم. - تنس طاولة. - موسيقى. | - الرسم على الزجاج. - صناعة إكسسوارات. - دورات للموهوبين. | - دورات وفعاليات لذوي الاحتياجات الخاصة. - مركز الإثراء، الذي يستقبل كافة الروضات من المدينة والمنطقة يومياً. |

ويُشار إلى أن المركز الجماهيري يضم أيضاً الوحدة الجماهيرية لتطور الطفل، التي بدورها تعطي الخدمات العلاجية في مجال النطق والتأهيل السمعي بالتعاون مع صندوق المرضى العام، وسيتم افتتاح مجالات العلاج الطبيعي والوظيفي داخل الوحدة.
يطمح هذا المركز باشتراك كافة شرائح المجتمع وخاصةً الشباب في العديد من المشاريع مثل: إقامة نادي شباب على مستوى عالي، والذي يقدم كافة الخدمات الرياضية والتعليمية والتربوية والطابع الإسلامي لهؤلاء الشباب.
5. المكتبة العامة: المكتبة العامة في باقة عبارة عن صرح ضخم غني بمضامين تتفق وحاجة جميع شرائح وفئات المجتمع. وهي من المؤسسات المهمة التي تتولى المساهمة في تربية وتعليم وتثقيف الشباب والأطفال وإثراء فكر الباحثين. وتعمل على تربية جيل مثقف وواع قادر على تحمل المسؤولية في المستقبل من خلال انسجام الفرد في الإطار الثقافي العام انسجاماً يؤدي إلى تكيفه وإلى حسن قيامه بنشاطاته المختلفة.
في المدينة عدد من المراكز الأهلية الحديثة التي تقدم دورات التعليمية في شتى المجالات كالعلوم والآداب والامتحانات التوجيهية والتأهيلية لشبيبة المدينة والبلدات المجاورة.
6.المسرح البلدي : حيث وضع حجر الأساس له عام 2015 ورصدت له ميزانيه تقدر بمليونيّ شيكل، ويستخدم اليوم لإحياء العروض الثقافية والتربوية.

## السكان[13]

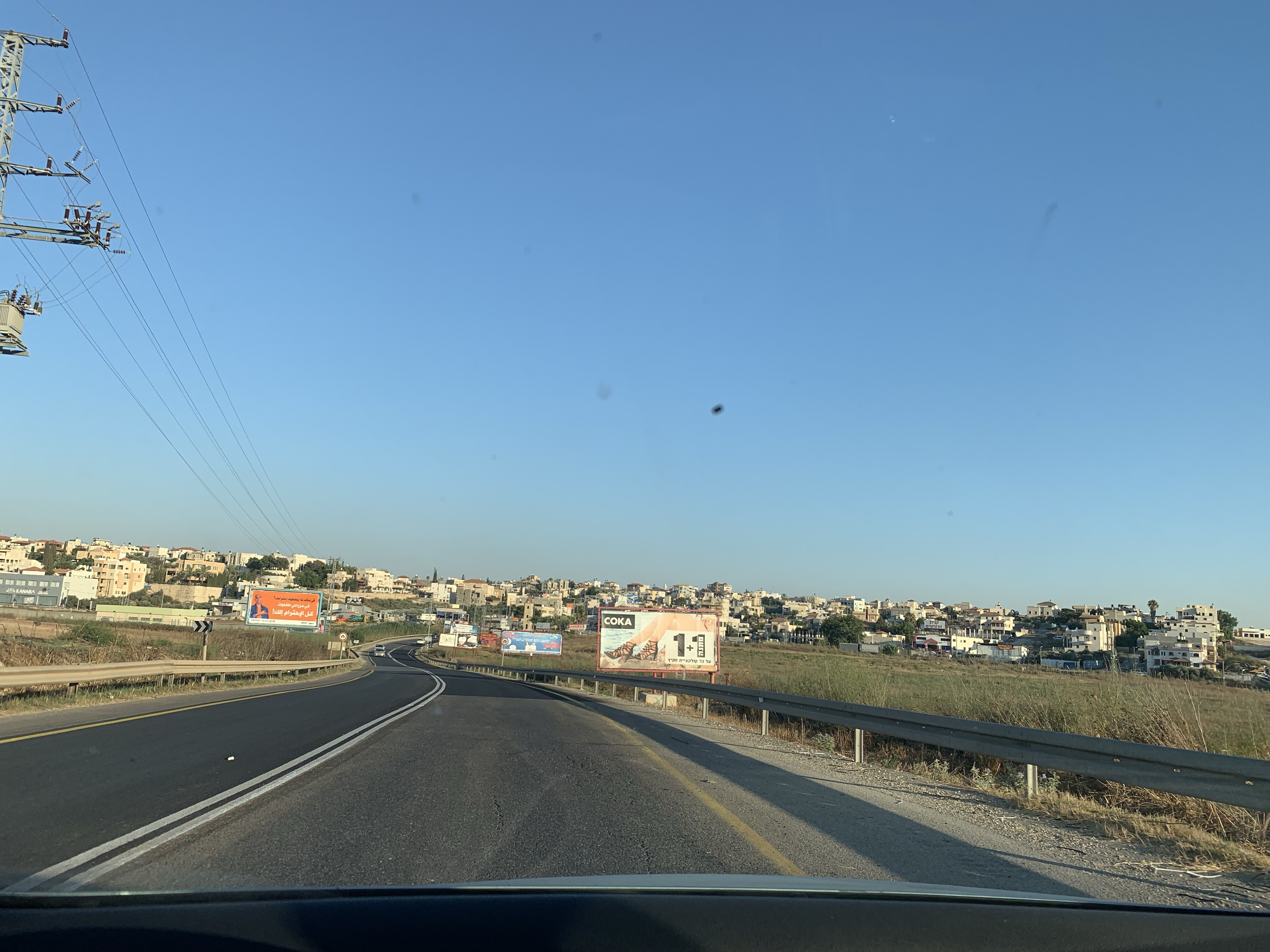
مدخل مدينة باقة الغربية الشمالي 2019

سكن باقة الغربية عائلات نزحت من مناطق مختلفة من البلاد إلى قرية باقة، بالإضافة إلى بعض المصريين من بقايا الحملة المصرية. بلغ عدد سكان باقة الغربية عام 1922 حوالي 1,443 نسمة، ويقدر في عام 2021 بحوالي 30,000 نسمة.
أشارت إحصائيات العام 2003 من وحدة الإحصاء المركزية إلى أن نسبة التكاثر الطبيعي في باقة الغربية تبلغ حوالي 3.1%، وتصل نسبة الرجال إلى النساء فيها إلى 943 امرأة لكل 1,000 رجل. وتبلغ نسبة الحاصلين فيها على شهادة الإنهاء بنجاح مرحة التدريس الثانوية نحو 52%. يبلغ مستوى دخل الفرد في باقة نحو 920$ للفرد.
بضم قرية جت سابقا حيث فك الدمج بين باقة الغربية وقرية جت في عام 2011 حيث كان يبلغ عدد سكان المدينة المدموجة حوالي 32,500 نسمة، 51% منهم من الذكور. يكون سكان باقة الغربية 80% من سكان المدينة المدموجة.

## الاقتصاد

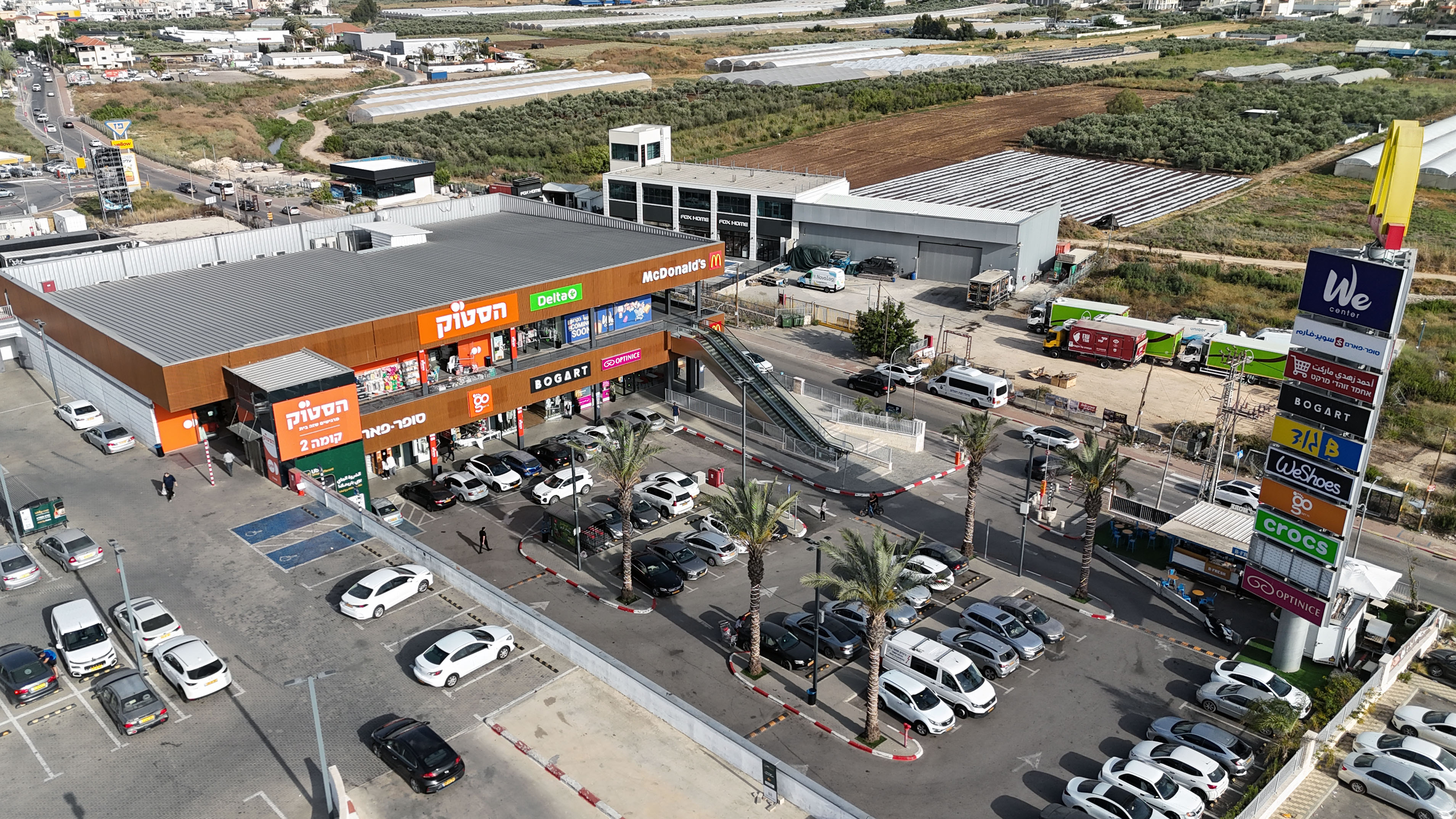
مركز تسوق حديث في المدينة

تُعتبر باقة الغربية إحدى المراكز الاقتصادية في المنطقة للقرى والمدن المجاورة، وهي تحتوى على عدد كبير من ورشات العمل والمصانع في شتى المجالات. على الأغلب نمت الأهمية الاقتصادية من الشارع الرئيسي 574 الذي يمر عبر مركز المدينة.
يقدر عدد ورشات العمل في المدينة بأكثر من 400 ورشة متنوعة على العديد من المجالات منها البسيطة ومنها كمعامل الزجاج والطباعة إلى الثقيلة منها كالملاحم التي توزع اللحوم على العديد من القرى والمدن وإنتاج مواد البناء والمخابز الكبرى. في باقة العديد من معاصر الزيتون التي توفر خدمات لسكان المدينة والقرى المجاورة في مواسم قطف الزيتون حيث يتم قطف الزيتون من آلاف الدونمات وجلبه للعصر.
سوق الإثنين الشهير، الذي يفتتح يوم الإثنين أسبوعياً جنوبي المدينة، يجتذب مئات الزوار من العديد من المدن والقرى المجاورة إلى المدينة لشراء العديد المن السلع التي يبيعها العشرات من الباعة المتنقلين.
يتواجد في المدينة العديد من المصانع، بحيث تستغل حوال 8.5% من مساحة المدينة للمنشآت الصناعية. صناعة مواد البناء تشغل الحيز الأكبر من قطاع الصناعة في المدينة، وهناك أيضا مصانع لتعليب المخللات ومصانع لإنتاج الحليب والألبان.
في عام 2020 تم افتتاح مجمع we center ، وهو مجمع تجاري انشئ على مشارف البلدة، بجوار المسرح البلدي، وقد ساهم المجمع في توفير فرص العمل للعشرات وفي انعاش الاقتصاد البلدي

## الثقافة والتعليم

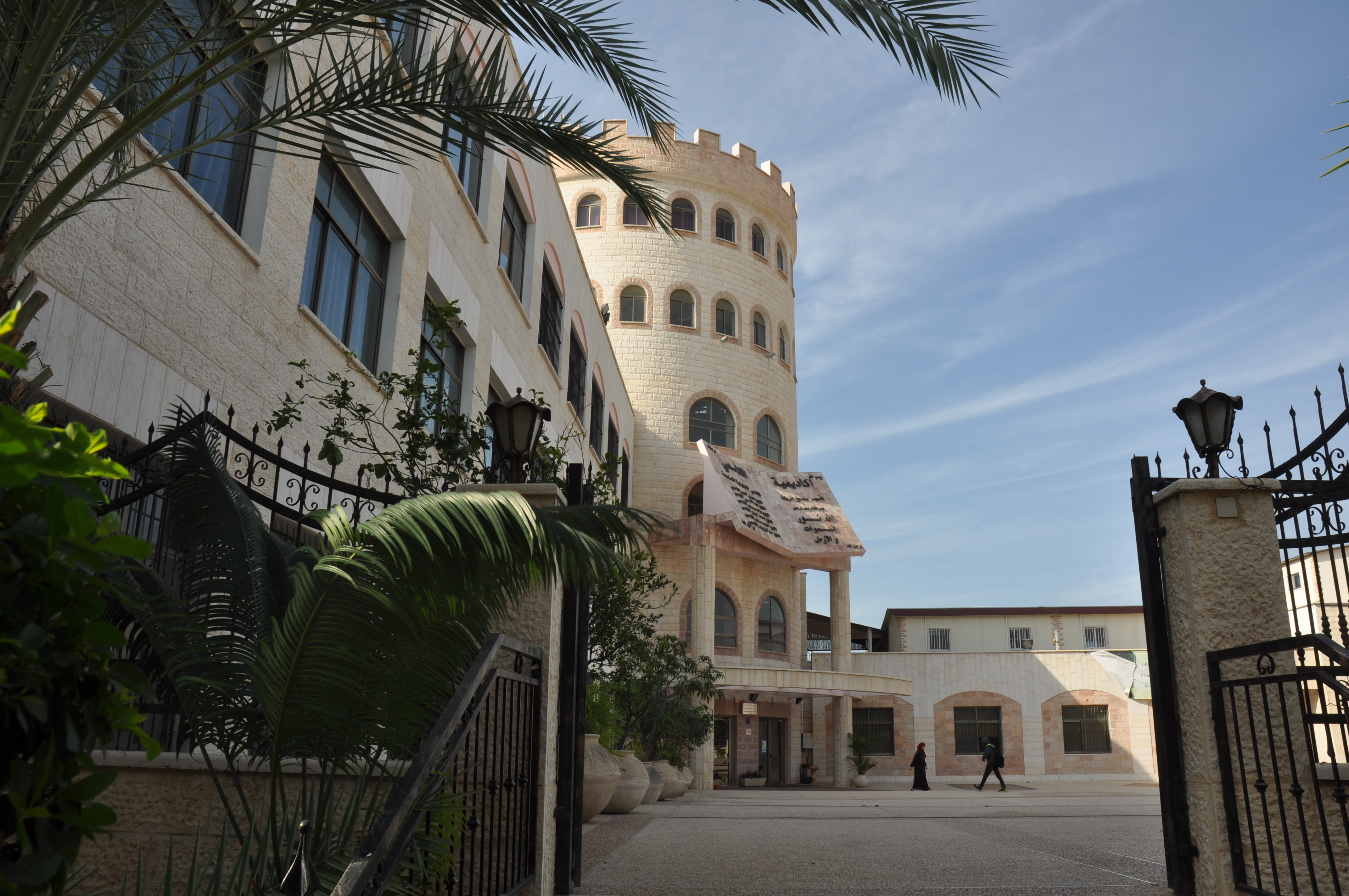
أكاديمية القاسمي.

في مدينة باقة الغربية سبع مدارس ابتدائية وأربع مدارس إعدادية وأربع مدارس ثانوية ومدرسة واحدة للطلاب ذوي الاحتياجات الخاصة. كما أن فيها العشرات من رياض الأطفال، ومنها الخاصة. وهناك بعض الكُليَّات أهمها أكاديمية القاسمي؛ وهي مؤسسة أكاديمية تمنح طلابها شهادة تدريس في مواضيع عدة، ويحصل الخرّيج على شهادة B.Ed ويُواصل بعض طلبتها للحصول على الماجستير – M.Ed. وتعكف مؤسسة القاسمي على افتتاح أول جامعة عربية في إسرائيل. يتواجد في باقة الغربية أيضًا مركز تطوير كوادر التربية والتعليم، وهي مؤسسة تابعة لوزارة التربية والتعليم.
المدارس الابتدائيَّة

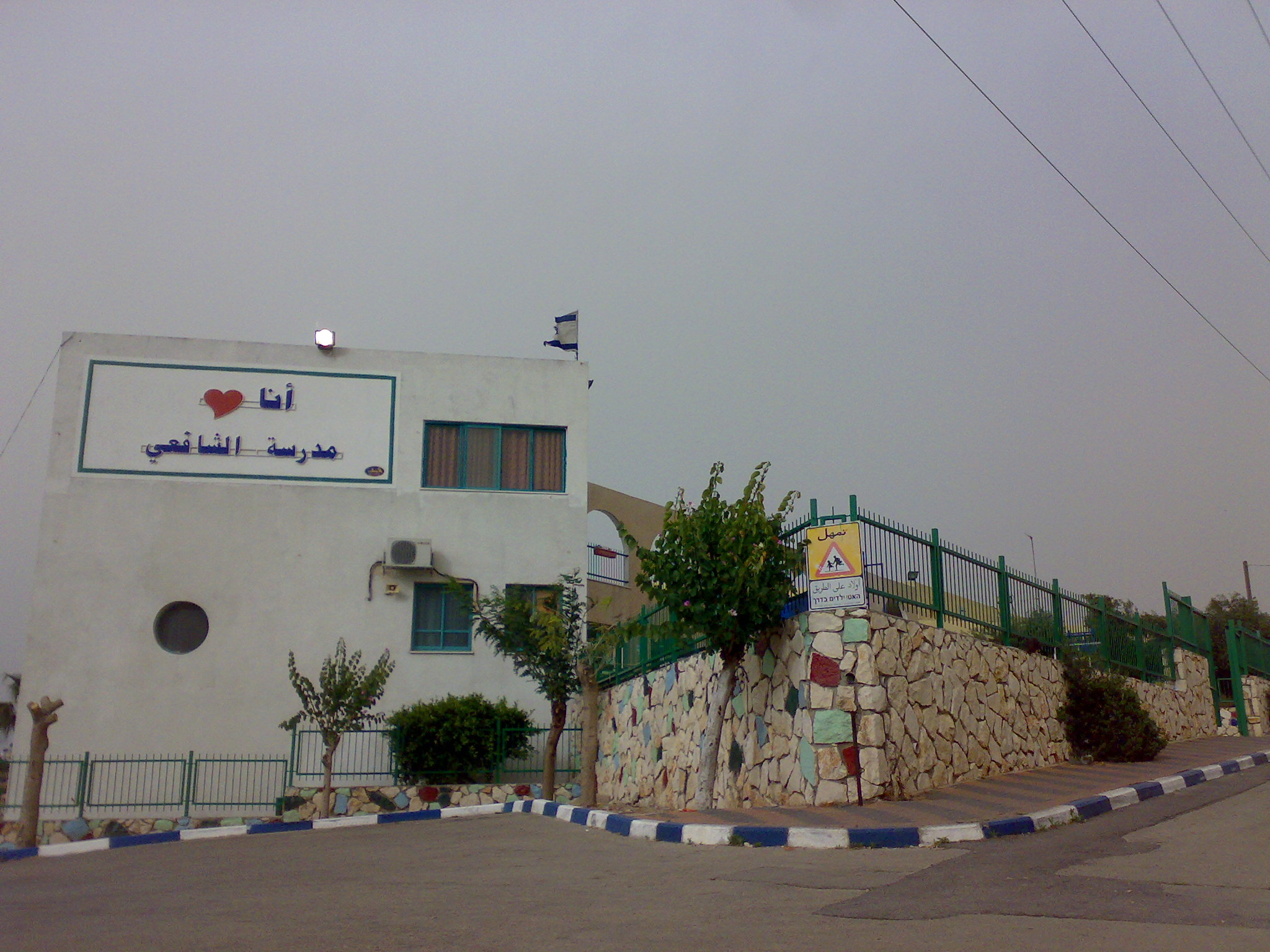
مدرسة الشافعي الابتدائيَّة.

التعليم الابتدائي، هو المستوى التعليمي الأوّلي والذي يتكوّن من ستة مراحل أساسيّة، تبلغ مدّة كلّ مرحلة سنة كاملة، وفيها يتعلم الطلاب المبادئ الأساسيّة، يتواجد في باقة الغربيّة سبعة مدارس ابتدائيّة، وهي:
| - مدرسة عُمر بن الخطَّاب. - مدرسة الشافعي. - مدرسة ابن خلدون. - مدرسة الغزالي. | - مدرسة الحكمة. - مدينة الرازي. - مدرسة الخوارزمي. - مدرسة القدس |

المدارس الإعداديَّة
التعليم الإعدادي، هو المستوى التعليمي المتوسط، والذي يتكوّن من ثلاثة مراحل أساسيّة، تبلغ مدّة كلّ مرحلة سنة كاملة، وهي مُكمّلة للمرحلة الابتدائيّة، يتواجد في باقة الغربيّة ثلاثة مدارس إعداديّة، وهي:
- مدرسة ابن الهيثم.
- مدرسة الأندلس.
- مدرسة ابن سينا.

المدارس الثانويَّة
التعليم الثانوي، هو المستوى التعليمي الأخير من التعليم الإلزامي، والذي يتكوّن من ثلاثة مراحل أساسيّة، تبلغ مدّة كلّ مرحلة سنة كاملة، يليه التعليم الجامعي، يتواجد في باقة الغربيّة ثلاثة مدارس ثانويّة، وهي:
- مدرسة القاسمي الأهليَّة.
- المدرسة الثانويَّة للآدابِ والتكنولوجيا.
- المدرسة الثانويَّة للعُلومِ والتكنولوجيا.

المدارس الخاصَّة
التعليم الخاص، هو تعليم لطلاب ذوي الاحتياجات الخاصة فقط، من أجل مساعدتهم على تنمية قدراتهم إلى أقصى حد ممكن، وتحقيق ذواتهم، ومساعدتهم في التكيّف، ويتواجد في باقة الغربيّة مدرسة خاصّة واحدة، وهي:
- مدرسة الرحمة.

التعليم العالي
أكاديميَّة القاسمي هي مؤسَّسةٌ أكاديميَّة تُوفر تعليمًا عاليًا لشهاداتِ «البكلور» في التربية والتعليم (B.Ed) في عدّةِ مواضيع مثل: الدين، الرياضيَّات، الحاسوب، واللغات. وهي من إحدى مُؤسَّسات التعليم العالي العربيَّة الثّلاث في إسرائيل. ومن الجدير ذكره أنَّ «أكاديميَّة القاسمي» كانت تُسمَّى سابقًا «كُليَّة الشريعة والدراسات الإسلاميَّة» إلى أن توسّعت وشملت مواضيع أخرى غير الشريعة والدين. يقصدُ الكُليَّة طُلَّاب وطالبات عرب من جميعِ البلاد، وهي في تُطورٍ مُستمر.

## معلومات إحصائيّة 2021-2020[13]
- عدد المدارس: 14 مدرسة

عدد المدارس الابتدائيّة: 9 مدارس
- عدد المدارس الإعداديّة: 3 مدارس
- عدد المدارس الثانويّة: 6 مدارس
- عدد الطلاب: 7,055 طالب
- متوسط عدد الطلاب في الصف الواحد: 28 طالب\ة
- نسبة الحاصلين على شهادة البجروت بين صفوف الثاني عشر: 79.9%

## الرياضة
يتواجدُ في المدينةِ ملعب كُرة قدم مفتوح للعامّة ويتسع لأكثرِ من 700 مُشاهِد، وقاعة رياضيَّة تحوي على ملعب كُرة سلَّة تتسع لأكثرِ من 500 مُشاهِد وتُستخدم أيضًا للعُروضِ المسرحيَّة والحفلاتِ المدرسيَّة. في مُعظمِ الأوقات تفتح المدراس أيضًا ملاعبها وساحاتها للعامّة بعد ساعاتِ الدوام. يلعبُ في باقةِ الغربيَّة فريقان هُما: «اتحاد أبناء باقة الغربيّة» وهو فريق كُرة قدم أهلي للمدينة ويلعبُ في دورياتِ كُرة القدم القُطريَّة المُختلفة، و«أبناءِ باقة» وهو الفريق الّذي يُمثِّل المدينة في الدورياتِ القُطريَّة لكُرةِ السلَّة.